# Gare de Temple
La gare de Temple est une gare ferroviaire des États-Unis, située sur le territoire de la ville de Temple dans l'État du Texas.

## Histoire
Elle est mise en service en 1911.

## Service des voyageurs

### Desserte
La gare est desservie par une ligne d'Amtrak :
- Le Texas Eagle: Los Angeles - Chicago